# Hold On to the World
Hold On to the World is een nummer van de Haagse rockband Kane uit 2002. Het is de vierde single van hun tweede studioalbum So Glad You Made It.
Het nummer werd een bescheiden hit in Nederland. Het haalde de 25e positie in de Nederlandse Top 40. Desondanks was het nummer wel de minst succesvolle single van het album "So Glad You Made It".